# Seven Sudamericano Masculino 2024
El Seven Sudamericano de 2024 fue la decimosexta edición del torneo de selecciones masculinas de rugby 7 organizado por la Sudamérica Rugby.
Se disputó entre el 26 y 27 de octubre en las instalaciones de la Complejo Deportivo Villa María del Triunfo de Lima, Perú, en paralelo al Seven femenino.
El torneo entregó una plaza para los Juegos Panamericanos Junior de 2025 y dos para el Challenger Series 2025.

## Equipos participantes
- Brasil
- Chile
- Colombia
- Costa Rica
- Guatemala
- Paraguay
- Perú
- Venezuela

## Fase de grupos

### Grupo A
| Pos | Países    | Partidos | Partidos | Partidos | Partidos | Tantos | Tantos | Tantos | Pts |
| Pos | Países    | J        | G        | E        | P        | PF     | PC     | DP     | Pts |
| --- | --------- | -------- | -------- | -------- | -------- | ------ | ------ | ------ | --- |
| 1   | Chile     | 3        | 3        | 0        | 0        | 151    | 0      | +151   | 9   |
| 2   | Paraguay  | 3        | 2        | 0        | 1        | 62     | 39     | +23    | 7   |
| 3   | Perú      | 3        | 1        | 0        | 2        | 41     | 82     | -41    | 5   |
| 4   | Guatemala | 3        | 0        | 0        | 3        | 5      | 138    | -133   | 3   |

#### Partidos
| 26 de octubre | Chile | 64 - 0 | Guatemala |  |  |

| 26 de octubre | Paraguay | 24 - 5 | Perú |  |  |

| 26 de octubre | Chile | 53 - 0 | Perú |  |  |

| 26 de octubre | Paraguay | 38 - 0 | Guatemala |  |  |

| 26 de octubre | Perú | 36 - 5 | Guatemala |  |  |

| 26 de octubre | Chile | 34 - 0 | Paraguay |  |  |

### Grupo B
| Pos | Países     | Partidos | Partidos | Partidos | Partidos | Tantos | Tantos | Tantos | Pts |
| Pos | Países     | J        | G        | E        | P        | PF     | PC     | DP     | Pts |
| --- | ---------- | -------- | -------- | -------- | -------- | ------ | ------ | ------ | --- |
| 1   | Brasil     | 3        | 3        | 0        | 0        | 115    | 12     | +103   | 9   |
| 2   | Colombia   | 3        | 2        | 0        | 1        | 102    | 31     | +71    | 7   |
| 3   | Venezuela  | 3        | 1        | 0        | 2        | 46     | 74     | -28    | 5   |
| 4   | Costa Rica | 3        | 0        | 0        | 3        | 0      | 146    | -146   | 3   |

#### Partidos
| 26 de octubre | Brasil | 48 - 0 | Costa Rica |  |  |

| 26 de octubre | Colombia | 38 - 0 | Venezuela |  |  |

| 26 de octubre | Brasil | 36 - 5 | Venezuela |  |  |

| 26 de octubre | Colombia | 57 - 0 | Costa Rica |  |  |

| 26 de octubre | Brasil | 31 - 7 | Colombia |  |  |

| 26 de octubre | Venezuela | 41 - 0 | Costa Rica |  |  |

## Fase final

### Semifinales quinto puesto
| 27 de octubre | Perú | 29 - 0 | Costa Rica |  |  |

| 27 de octubre | Venezuela | 55 - 0 | Guatemala |  |  |

### Semifinales campeonato
| 27 de octubre | Chile | 29 - 12 | Colombia |  |  |

| 27 de octubre | Brasil | 36 - 0 | Paraguay |  |  |

### Séptimo puesto
| 27 de octubre | Costa Rica | 5 - 12 | Guatemala |  |  |

### Quinto puesto
| 27 de octubre | Perú | 5 - 29 | Venezuela |  |  |

### Tercer puesto
| 27 de octubre | Colombia | 45 - 12 | Paraguay |  |  |

### Final
| 27 de octubre | Chile | 19 - 5 | Brasil |  |  |

| Bandera de Chile |
| Campeón Chile    |
| Segundo título   |